# Kyselina listová
Kyselina listová (vitamín B9, vitamín M, folát) je ve vodě rozpustný vitamín ze skupiny B-komplexu. Je nezbytný pro syntézu nukleových kyselin, při krvetvorbě a zvláštní význam má pro normální růst a vývoj plodu.

## Jiné názvy
- folacin
- folát
- vitamín B9
- acidum folicum

## Kyselina listová v potravě
Kyselina listová je obsažena především v listové zelenině. Dobrými zdroji jsou i kvasnice a z živočišných produktů játra. Vařením se jí však zničí až 95 %. Odborníci proto doporučují užívat kyselinu listovou ve vitamínových doplňcích, kde je vstřebatelnost do organismu až 100 %. Vstřebatelnost kyseliny listové přijímané v potravinách je zhruba 50 %.
Významné zdroje kyseliny listové:
- Listová zelenina – ledový salát, čínské zelí, hlávkový salát
- Zelenina: květák, brokolice, zelí, kapusta, špenát, růžičková kapusta, zelený hrášek, fazolové lusky, okurky, dýně, červená řepa, rajčata
- Obilniny: celá obilná zrna (zejména klíčky), celozrnné výrobky – celozrnný chléb, müsli
- Ovoce: mango, avokádo, pomeranče, banány, třešně, višně, jahody, maliny, angrešt
- Ořechy: vlašské ořechy, pistáciové ořechy
- Některé mléčné výrobky: plísňové sýry, měkké sýry
- Maso: játra a vnitřnosti (v době těhotenství se však příliš nedoporučují pro jejich vysoký obsah vitamínu A i možnou přítomnost toxických látek).

Doporučená denní dávka
|              | Věk (roky) | Folát [μg] |
| ------------ | ---------- | ---------- |
| Kojenci      | 0,0–0,5    | 25         |
| Kojenci      | 0,5–1,0    | 35         |
| Děti         | 1–3        | 50         |
| Děti         | 4–6        | 75         |
| Děti         | 7–10       | 100        |
| Muži         | 11–14      | 150        |
| Muži         | 15–18      | 200        |
| Muži         | 19–24      | 200        |
| Muži         | 25–50      | 200        |
| Muži         | 51+        | 200        |
| Ženy         | 11–14      | 150        |
| Ženy         | 15–18      | 180        |
| Ženy         | 19–24      | 180        |
| Ženy         | 25–50      | 180        |
| Ženy         | 50+        | 180        |
| Těhotné ženy |            | 400–600    |
| Kojící ženy  |            | 280        |

Údaje z Recommended Dietary Allowances, 10th Edition. Food and Nutrition Board, National Research Ccouncil–National Academy of Sciences, 1989
Dá se říci, že ani při vysokém příjmu není tento vitamín toxický a toto nadbytečné množství se snadno vylučuje močí.
Výjimečně se však mohou objevit např. žaludeční potíže (nadýmání) a příznaky podráždění centrálního nervového systému (podrážděnost, poruchy spánku, atd.). Pokud se však kyselina listová přestane užívat, nejpozději do 3 týdnů dochází k vymizení těchto negativních příznaků.

## Role v organismu
Aktivní forma kyseliny listové, tetrahydrofolát, je koenzym transferaz, které přenášejí jednouhlíkaté zbytky. Tato reakce je součástí syntézy nukleotidů, proto kyselina listová umožňuje vznik nukleových kyselin (což jsou látky, které tvoří genetický materiál – tedy DNA a RNA). Další metabolické cesty, ke kterým je nutný tento vitamín, zahrnují řadu reakcí metabolismu aminokyselin, konkrétně v metabolismu glycinu, serinu, threoninu, tryptofanu, histidinu, methioninu . Při syntéze methioninu z homocysteinu je zapotřebí ještě druhý kofaktor s podobným účinkem: kobalamin, tedy vitamín B12.

### Kyselina listová a těhotenství
Kyselina listová se doporučuje ve zvýšeném množství užívat během těhotenství, nejlépe však již tři měsíce před samotným otěhotněním. Mícha a mozek dítěte se vytváří již v prvních týdnech těhotenství, a proto pozdější podávání již nemá takový efekt.
Kyselina listová napomáhá dělení buněk, podporuje růst plodu a diferenciaci tkání, zvláště nervové soustavy. Je prokázáno, že podávání folacinu během těhotenství snižuje výskyt vrozených vad nervového systému i jiných. Podle časopisu The Lancet se ale ukazuje, že nižší počet postižených dětí je způsoben tím, že kyselina listová vyvolává časné potraty takto poškozených plodů.

### Projevy nedostatku
Nedostatek kyseliny listové způsobuje megaloblastickou anémii. Červené krvinky jsou zvětšené, zdeformované a jejich schopnost přenášet kyslík je omezená. Také se mohou vyskytnout poruchy růstu i neplodnost. Hrozí odtržení placenty a tím i zvýšené riziko potratu. Nízký příjem kyseliny listové také zvyšuje riziko depresí.

### Projevy nadbytku
Mohou se objevit žaludeční potíže (hořká pachuť v ústech, nadýmání, nevolnost) nebo příznaky podráždění centrálního nervového systému (zvýšená aktivita, podrážděnost, poruchy spánku). 